# Heianpalatset

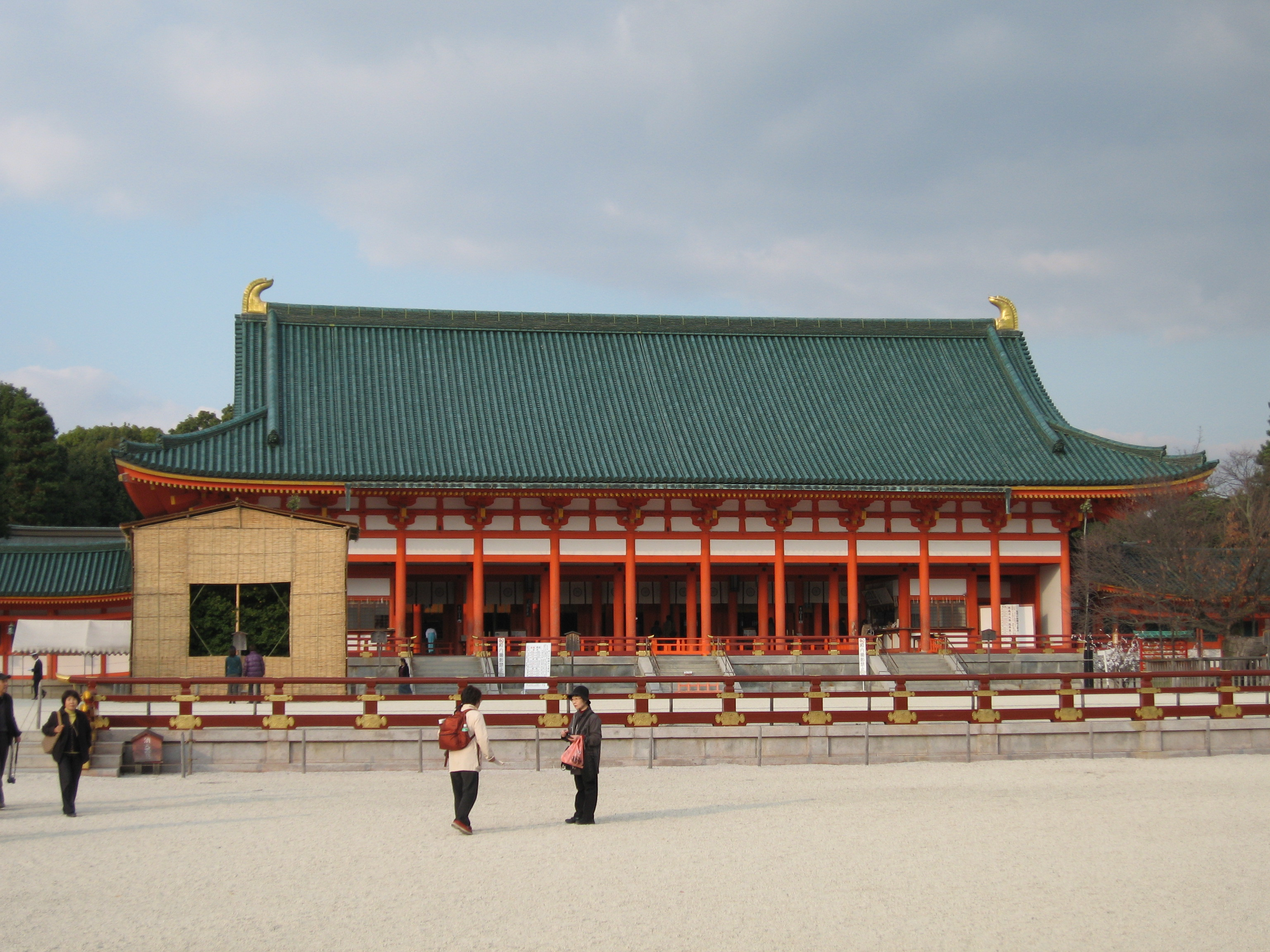
Den moderna rekonstruktionen av Heianpalatset Daigokuden i Heian Jingū, Kyoto

Heianpalatset var det ursprungliga kejserliga palatset i Heian-kyo (dagens Kyoto), Japans huvudstad från 794 till 1227. I Japan kallas detta palats  Daidairi (大内里). Palatset, som tjänade som kejserlig bostad och administrativt centrum i Japan under större delen av Heianperioden (från 794 till 1185), låg centralt i norra delen av staden i enlighet med de kinesiska modeller som antagits för byggandet av huvudstaden. 
Palatset bestod av ett stort rektangulärt yttre palats, som innehöll flera ceremoniella och administrativa byggnader inklusive ministerierna. Inuti denna fanns det separat muromgärdade inre palatset. Utöver kejsarens bostad innehöll inre palatset bostäder för  kejserliga gemåler samt vissa officiella och ceremoniella byggnader närmare knutna till  kejsaren.
Palatsets ursprungliga roll var att manifestera den centraliserade regeringsmodell som antagits av Japan från Kina på 600-talet med Daijō-kan och dess åtta underministerier. Palatset var utformad för att ge en lämplig inramning för kejsarens residens, genomförandet av stora statsangelägenheter, och medföljande ceremonier. Medan palatset fortsatte att användas som bostad fram till 1100-talet, började de anläggningar som byggdes för stora statliga ceremonier att användas allt mindre under 800-talet. Detta berodde både på nedläggning av flera lagstadgade ceremonier och förfaranden och överflyttning av flera återstående ceremonier till det mindre Inre palatset.
Från mitten av Heianperioden drabbades slottet av flera bränder och andra katastrofer. Under rekonstruktionerna var kejsaren och några av hans tjänstemän bosatta utanför palatset. Detta, tillsammans med den allmänna förlusten av den politiska makten, bidrog till att ytterligare minska palatsets betydelsen som administrativt centrum. 1227 brann slottet slutligen ner och återuppbyggdes aldrig. Platsen byggdes över så att nästan inga spår av palatset fanns kvar. Kunskap om palatset bygger alltså på samtida litterära källor, bevarade diagram och målningar, och begränsade utgrävningar som genomförts främst sedan slutet av 1970-talet.

## Större palatset (Daidairi)

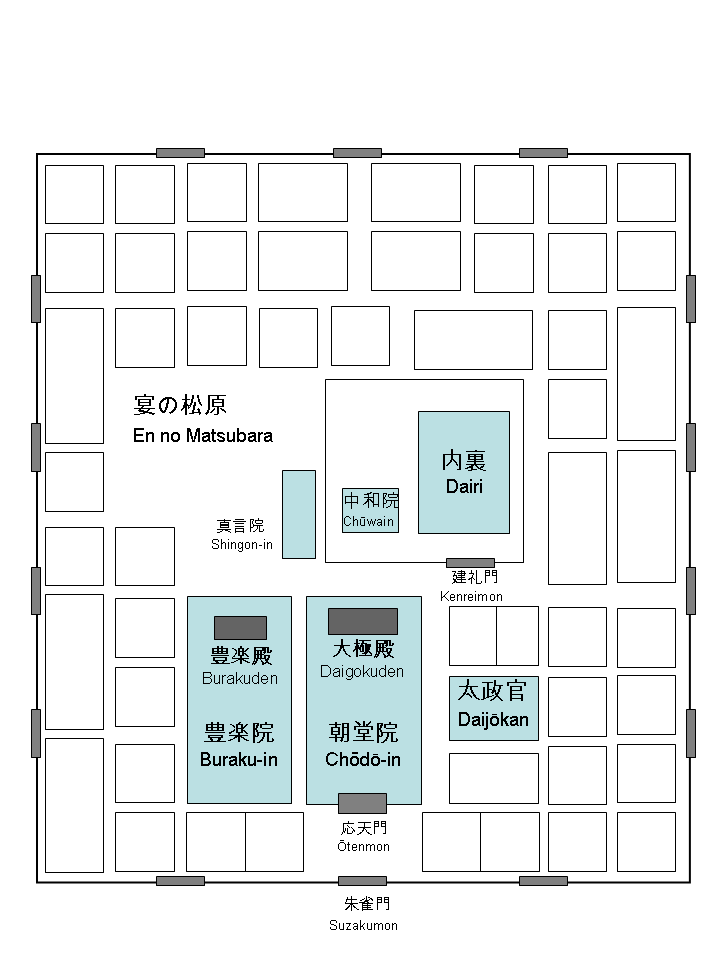
Schematisk plan av det Större palatset

Större Palatset (大内裏 daidairi) var ett rektangulärt muromgärdat område som sträckte sig cirka 1,4 kilometer från norr till söder mellan de två största öst-västliga avenyerna Ichijō ōji (一条大路) och Nijo ōji (二条大路) och 1,2 kilometer från väst till öst mellan de två nord-syd avenyerna Nishi Ōmiya ōji (西大宮大路?) och Ōmiya ōji (大宮大路).  De tre viktigaste byggnaderna inom det större palatset var den officiella församlingen Chōdō-in (朝堂院), den mottagande församlingen Buraku-i (豊楽院) och Inre Palatset (内裏 Dairi).
Chōdō-in var en rektangulär muromgärdad inhägnad direkt norr om Suzakumonporten i mitten av det stora palatset södra mur. Den var baserad på kinesiska modeller och följde kinesiska arkitektoniska stilar. Arkeologiska bevis från de tidigare huvudstäderna visar att denna byggnadsstil fanns i tidigare palats och hade en anmärkningsvärt stabil design från 600-talet och framåt.
Huvudbyggnaden inom Chōdō-in var Daigokuden (大極殿) eller den stora officiella hallen. Detta var en stor, cirka 52 meter från öst till väst och 20 meter från norr till söder, byggnad i kinesisk stil med vita väggar, vermilionpelare och gröna tegeltak, avsedda att vara värd för de viktigaste statliga ceremonierna och ändamålen. Den södra delen av Chōdō bestod av tolv salar där byråkratin satt för ceremonier enligt strikt rangordning. Heian Jingu templet i Kyoto är uppenbarligen en trogen rekonstruktion av Daigokuden i något reducerad skala.
Det var i Chōdō-in de offentliga mötena hölls, kejsaren presiderade över de tidiga morgonöverläggningarna om de stora statliga angelägenheterna, fick månatliga rapporter från tjänstemän, höll i nyårsgratulationerna och tog emot utländska ambassadörer. Bruket av morgonöverläggningarna upphörde emellertid 810, liksom  de månatliga rapporterna. Utländska ambassadörer mottogs inte längre under Heianperioden, och nyårsfirande var förkortat och flyttades till Dairi i slutet av 900-talet. De offentliga mötena och vissa buddhistiska ceremonier blev de enda som hölls i Chōdō-i.
Buraku i var en annan stor rektangulär byggnad i kinesisk stil, beläget väster om Chōdō-in. Det byggdes för officiella fester och banketter och används också för andra typer av underhållning som bågskyttetävlingar. Liksom Chōdō-in hade också Buraku en sal i centrala norra delen av byggnaden. Denna hall, Burakuden (豊楽殿), användes av kejsaren och hovmän när de presiderade över aktiviteterna i Buraku . Liksom Chōdō-in  användes dock Buraku gradvis allt mindre när många funktioner flyttades till Dairi. Platsen är en av få inom området som har grävts ut.
Förutom den inre palatset, bestod det återstående området av det större palatset av ministerier, mindre kontor, verkstäder, lagerbyggnader och den stora öppna ytan Matsubara (宴の松原), öster om Dairi. Statsrådsbyggnaderna eller Daijōkan (太政官) var belägna i en muromgärdad inhägnad omedelbart öster om Chōdō-in, i den typiskt symmetriska byggnadsplanen med öppning mot söder. Vid palatset låg också  Shingon-i (真言院), jämte Tō-ji och Sai-ji, den enda buddhistiska etablering som var tillåten i huvudstaden. Dess placering precis bredvid palatsets inre visar påverkan från Shingonsekten under den tidiga Heianperioden.

## Inre palatset (Dairi)

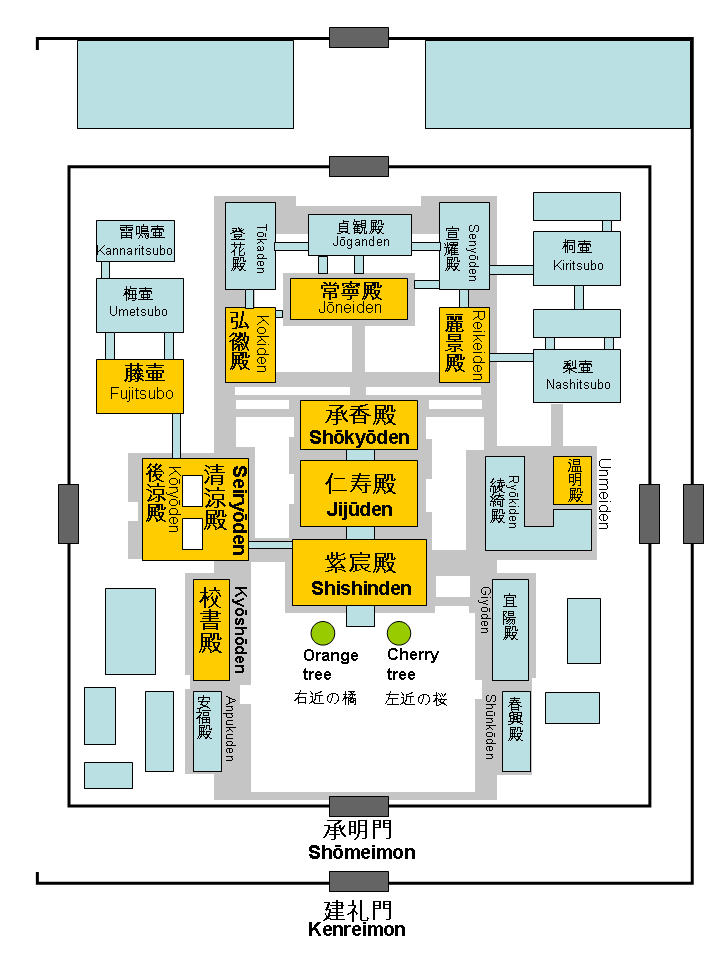
Schematisk plan av det Inre palatset

Den inre palatset eller Dairi låg vid nordöstra Chōdō-in-modulen, något öster om det Större palatsets centrala delar. Dess centrum var Tronsalen. Dairi omfattade kejsarens inkvartering och paviljonger av kejserliga gemåler och hovdamer (Kōkyū). Dairi var innesluten i två lager av murar. Förutom Dairi själv fanns inom de yttre murarna hushållskontor, lagerutrymmen och Chūwain (中和院), ett muromgärdade område av Shintobyggnader förknippade med kejsarens religiösa funktioner. Det låg väster om Dairi, i det större palatset geografiska centrum. Den huvudsakliga porten till större inneslutningen var Kenreimonporten (建礼門), som ligger i den södra muren längs Dairis nord-sydliga axel. 
Dairi själv, kejsarens bostad, var innesluten i en annan uppsättning av murar öster om Chūwain. Det mätte cirka 215 meter från norr till söder och 170 meter från öst till väst. Huvudporten var Shōmeimon (承明門?) i centrum av den södra muren i Dairis inneslutning, omedelbart norr om Kenreimon. I motsats till den högtidliga officiella kinesiska  arkitekturstilen i Chōdō-modulen och Buraku, byggdes Dairi i intimare japansk arkitektonisk stil — om än fortfarande i stor skala. Palatset inre representerade en variant av shinden, den arkitekturstil som användes i aristokratiska villor och hus vid perioden. Byggnaderna, med omålade ytor och  tak av cypressbark, låg på förhöjda träplattformar och anslöt till varandra med täckta och öppna något förhöjda passager. Mellan byggnaderna och passagerna låg grusfält och små trädgårdar.
Den största byggnaden av Dairi var Tronsalen eller Shishinden (紫宸殿), en byggnad som var reserverad för officiella ändamål. Det var en rektangulär hall som mäter cirka 30 meter öst till väst och 25 meter norr till söder, och ligger längs Dairis nord-sydliga axel.

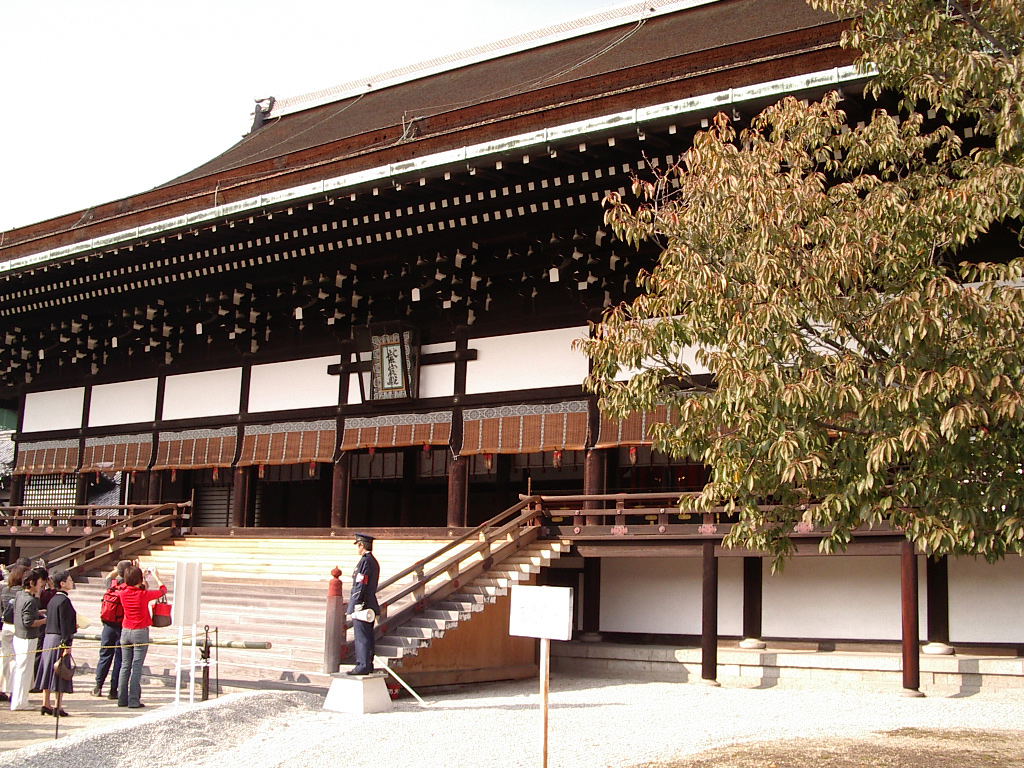
Shishinden i det nuvarande Kejsarpalatset i Kyoto, byggt enligt modell från Heianperioden

Shishinden användes för officiella ändamål och ceremonier som inte hölls i Daigokuden. Det tog över mycket av den avsedda användningen av de större och formellare byggnaderna från ett tidigt stadium, eftersom regeringens dagliga verksamhet upphörde i närvaro av kejsaren i Daigokuden redan i början av 800-talet. I anslutning till denna minskning av regeringens officiella procedurerna som beskrivs i Ritsuryō upprättades ett personlig sekretariat till kejsaren, kammarherrens kontor eller Kurōdodokoro (蔵人所). Detta kontor, som alltmer tog över rollen som samordnare av regeringsarbetet, inrättades som Kyōshōden (校書殿), hallen sydväst om Shishinden.
Norr om Shishinden stod Jijūden (仁寿殿), en på motsvarande sätt konstruerad hall av något mindre storlek som var avsedd att fungera som kejsarens bostad. Dock valde kejsarna ofta att bosätta sig i andra byggnader av Dairi börjar redan under 800-talet. En tredje ännu mindre hall var Shōkyōden (承香殿) som låg intill. Efter Dairis återuppbyggnad efter en brand år 960, flyttades kejsarens bostad till den mindre Seiryōden (清涼殿), en åt öster liggande byggnad omedelbart nordväst om Shishinden. Seiryōden började gradvis allt mer användas för möten, då kejsaren tillbringade mycket av sin tid i denna del av palatset. Den mest använda delen av byggnaden var hovsalen (殿上間 Tenjōnoma), där högt uppsatta adelsmän kom för att mötas i närvaro av kejsaren.
Kejsarinnan, liksom de officiella och inofficiella kejserliga gemåler, bodde också i Dairi,  i den norra delen av byggnaden. De mest prestigefyllda byggnaderna, bostäder åt kejsarinnan och de officiella gemålerna, var de som var lämpligast för sådan användning enligt den ursprungliga kinesisk designprinciperna (Kokiden (弘徽殿), Reikeiden (麗景殿) och Jōneiden (常寧殿), liksom de som låg närmast det kejserliga residenset i Seiryōden (Kōryōden (後涼殿) och Fujitsubo (藤壷)). Andra gemåler och hovdamer bodde i andra byggnader i den norra delen av Dairi.
En av de Kejserliga regalierna i Japan, kejsarens replik av den heliga spegeln, var inhyst i Unmeidensalen (温明殿) i Dairi. 
Det nuvarande Kejsarpalatset i Kyoto som ligger i vad som var det nordöstra hörnet av Heian kyō, återspeglar mycket av Dairi, särskilt Shishinden och Seiryōden.

## Historia
Palatset var den första och viktigaste byggnaden som uppfördes i den nya huvudstaden Heian-kyō, dit domstolen flyttade 794 efter Kammukejsarens befallning. Palatset var emellertid inte helt färdigbyggt vid tiden för flytten, Daigokuden färdigställdes först 795 och regeringskansliet som ansvarade för dess konstruktion upplöstes inte förrän  805.
De storslagna Chōdō- och Buraku-byggnaderna i kinesisk stil började tidigt att användas allt mindre, parallellt med övergivandet av den kinesiska-inspirerade regeringsformen ritsuryō. Tyngdpunkten i komplexet flyttades till det inre palatset eller Dairi, och Shishinden och senare även Seiryōden tog över Daigokudens roll som huvudbyggnader för regeringens officiella verksamhet.
Parallellt med en koncentration av verksamhet inom Dairi började det större palatset betraktas som alltmer osäkert, särskilt nattetid. En orsak kan vara den förhärskande vidskepelsen under perioden: obebodda byggnader undveks av rädsla för andar och spöken, och även stora Buraku-in troddes vara hemsökt. Säkerhetsnivån som upprätthölls i palatset sjönk, och i början av 1000-talet verkar endast en palatsport, Yōmeimon i öst, ha varit bevakad. Därav blev inbrott och även våldsbrott ett problem inom palatset under första hälften av 1000-talet.
Bränder var ett konstant problem eftersom palatset var  byggt nästan helt i trä. Daigokuden rekonstruerades efter bränder 876, 1068 och 1156, trots dess begränsade användning. Daigokuden återuppbyggdes dock aldrig igen efter den stora branden 1177 som förstörde mycket av det större palatset. Buraku-in förstördes av en brand 1063 och återuppbyggdes aldrig. 
Från och med 960 förstördes även Dairi upprepade gånger av bränder, men det blev systematiskt återuppbyggt och användes som det officiella kejserliga residenset fram till slutet av 1100-talet. Under perioder av återuppbyggandet av Dairi efter bränder, hade kejsarna ofta bostad på deras sekundära sato-dairi (里内裏)-palats inom staden. Ofta var dessa sekundära palats tillhandahållna av den mäktiga familjen Fujiwara , som särskilt i senare delen av Heianperioden hade kontroll över politiken genom gemåler till efterträdande kejsare. Således började kejsarnas morföräldrars bostäder att överta rollen som residens i palatset redan före slutet av Heianperioden. Reglerna för abdikerade kejsare eller inseisystemet (院政 insei) från 1086 bidrog ytterligare till palatsets minskande betydelse eftersom abdikerade kejsare utövade makten från sina egna residenspalats i och utanför staden.
Efter en brand 1177, övergavs det ursprungliga palatset och kejsare bodde i mindre palats (den tidigare sato-dairi) inom staden och i villor utanför den. År 1227 förstörde slutligen en brand vad som återstod av Dairi och det gamla större palatset övergavs helt. 1334 utfärdade kejsaren Go-Daigo ett edikt för att återuppbygga det större palatset, men inga resurser fanns tillgängliga för att stödja detta och projektet blev aldrig av. Det nuvarande Kejsarpalatset i Kyoto ligger omedelbart väster om platsen för Tsuchimikado herrgården (土御門殿 tsuchimikadodono), det stora Fujiwararesidenset i det nordöstra hörnet av staden.

## Primära källor

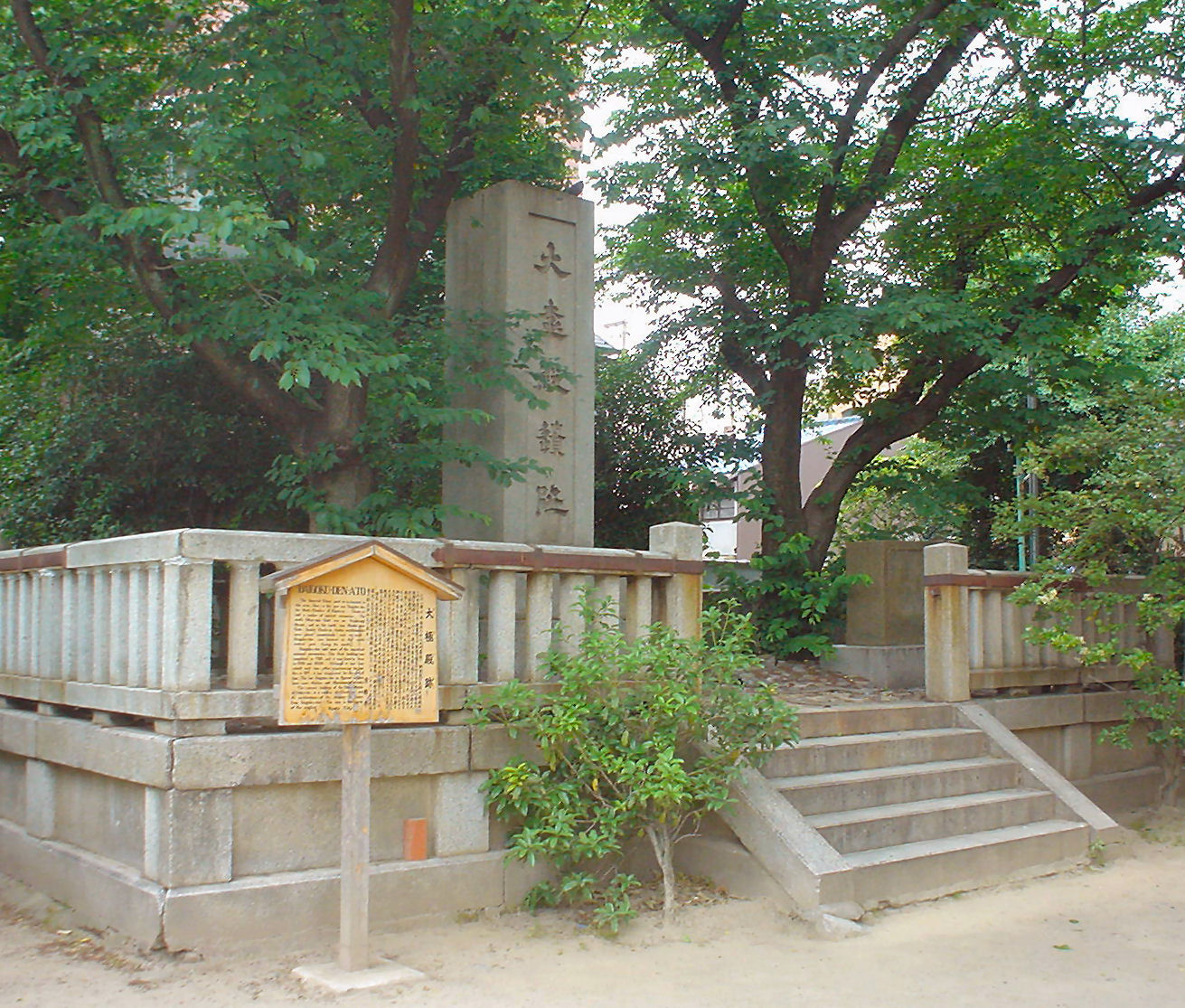
Minnessten vid platsen där Daigokuden låg.

Medan palatset själv blev helt förstörd, har en betydande mängd information om det erhållits från samtida och nästan samtida källor. Heianpalatset figurerar i många av Heianperiodens litterära texter, både i skönlitteratur och facklitteratur. Dessa ger viktig information på slottet själv, domstolens ceremonier och de funktioner som hölls där samt vardagliga rutiner av hovmän som bodde eller arbetade där. Anmärkningsvärda exempel Genji Monogatari av Murasaki Shikibu, den så kallade Kuddboken av Sei Shōnagon och krönikan Eiga Monogatari. Dessutom skildrar målningar i vissa emakimonorullar, ibland fiktiva, scener som ägde rum i palatset; Genji Monogatari Emaki, från omkring 1130 är kanske det kändaste exemplet. Slutligen finns det också delvis skadade samtida kartor över palatset från 900- och 1100-talen som visar läge och ändamål för byggnaderna inom Dairi.
Förutom litterära bevis, har arkeologisk utgrävning som genomförts främst sedan det sena 1970-talet avslöjat ytterligare information om palatset. I synnerhet har existens och läge av byggnader som Buraku-i verifierats mot de samtida skriftliga källorna.